# Аусан (держава)
Аусанське царство — стародавнє королівство на території сучасного Ємену.

## Історія

### Заснування
Аусанське царство було створене в 800 роках до н.е.
Фактичною столицею було місто Хаджар Яхірр яке було центром Південної Аравії.
На культуру Аусану вплинула еллінистична культура яка надала Аусану багату архітектуру.

### Занепад Держави
В 700 роках до н.е. Аусанське королівство було захоплене (та/або) поглинене Ітаамар Ватаром I, мукаррібаом Сабейським царством.